# Metal Church
Metal Church er et amerikansk thrash metal-band der blev stiftet i 1984 i Aberdeen, Washington under navnet Shrapnel. Bandet blev stiftet da thrash metal stadig var ved at udvikle sig. David Waynes vokal på albummene Metal Church og The Dark lignede de growls der blev brugt af europæiske døds- og black metal-bands i 1980'erne bare med en mere skinger stemme. 

## Medlemmer
- Kurdt Vanderhoof – Guitar
- Jay Reynolds – Guitar
- Ronny Munroe – Vokal
- Steve Unger – Bas
- Jeff Plate – Trommer

### Forrige medlemmer
Tekst mangler, hjælp os med at skrive teksten

### Vokal
- Ed Bull (1980-1981)
- Mike Murphy (1981)
- David Wayne
- Mike Howe (1989-1994)

### Guitar
- Rick Condrin (1980)
- Craig Wells (1982-1994)
- Mark Baker (1986)
- John Marshall (1988-2001)

### Bas
- Steve Hott (1981)
- Duke Erickson (1982-2001)

### Trommer
- Aaron Zimpel (1980)
- Carl Sacco (1981)
- Tom Weber (1982)
- Kirk Arrington

## Diskografi
- Four Hymns (Demo) (1982)
- Metal Church (1984)
- The Dark (1986)
- Blessing in Disguise (1989)
- The Human Factor (1991)
- Hanging in the Balance (1993)
- Live (1998)
- Masterpeace (1999)
- The Weight of the World (2004)
- A Light in the Dark (2006)
- This Present Wasteland (2008)
- Generation Nothing (2013)
- XI (2016)
- Damned If You Do (2018)